# هليل شوارتز
هليل شوارتز (13 شباط 1923 - 1 آب 2007)، هو يهودي مصري، كان مؤسس حزب الشرارة، وهو حزب سياسي شيوعي صغير كان أحد التجمعات السياسية المصرية التي دعت إلى الاستقلال الكامل عن بريطانيا العظمى قبل الثورة المصرية عام 1952. كانت الشرارة حزبًا طليعيًّا أكد على الحاجة إلى تعبئة احتياطي ثوري من الوعي الماركسي والمثقفين من أجل إقامة قاعدة سليمة يمكن أن يتبعها النشاط الشعبي.